# CE Barcelona
CE Barcelona, pełna nazwa Club d’Escacs Barcelona, funkcjonujący w przeszłości także pod nazwą CA Barcelona – hiszpański klub szachowy z Barcelony, trzykrotny mistrz kraju.

## Historia

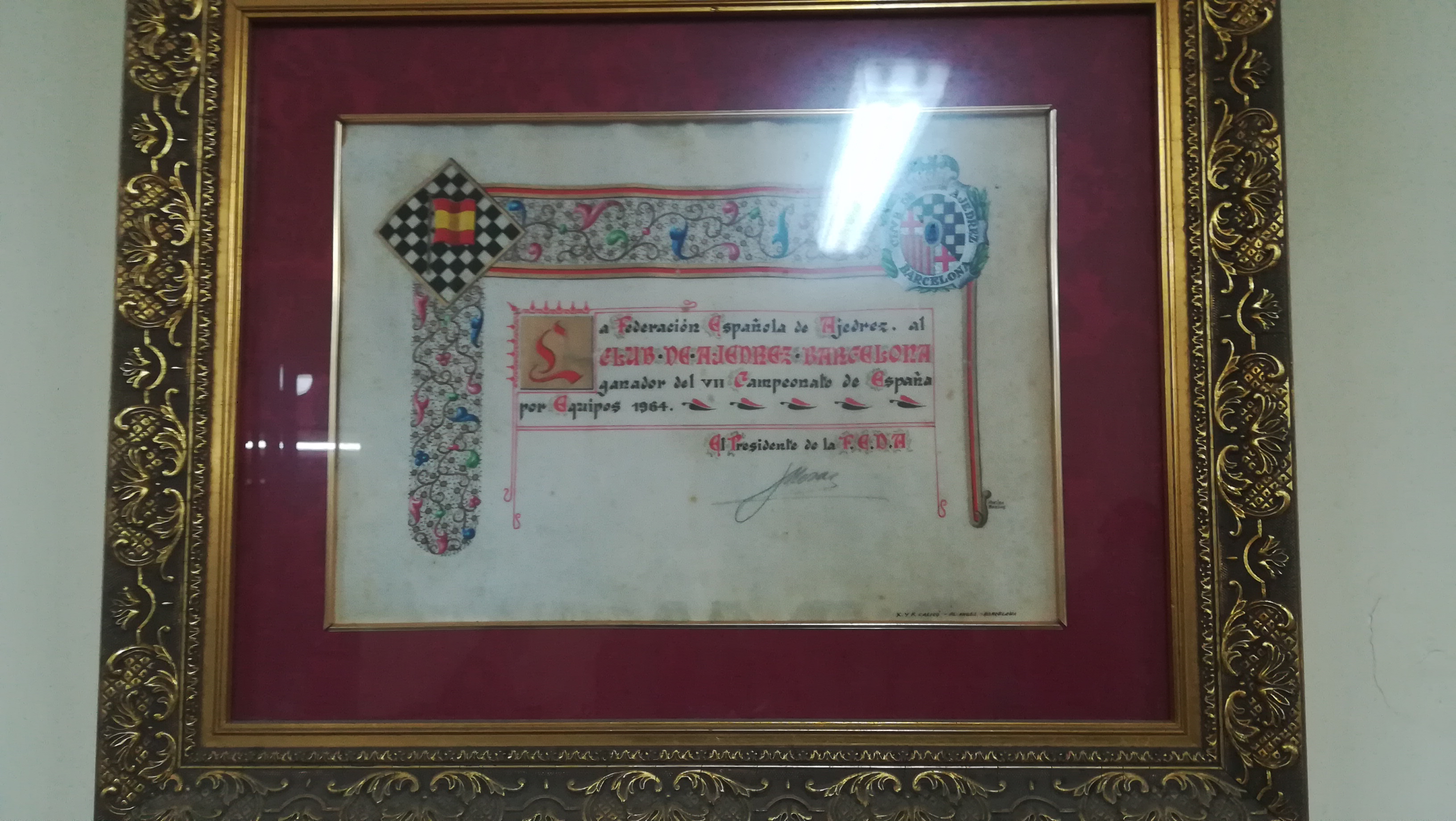
Dyplom dla CE Barcelona za zdobycie mistrzostwa Hiszpanii w 1964 roku

Klub został założony w 1921 roku. Dziewięciokrotnie zdobył mistrzostwo Katalonii (1932, 1945, 1947, 1955–1959, 1989). W 1956 roku wystąpił w inauguracyjnym sezonie Primera División, zdobywając wówczas tytuł mistrza Hiszpanii. W 1957 roku zespół zdobył wicemistrzostwo kraju, a w latach 1959–1960 – trzecie miejsce. W 1964 roku szachiści klubu zdobyli drugi tytuł mistrzowski. W 1966 roku uzyskano wicemistrzostwo, a rok później – trzeci tytuł. Sezon 1969 drużyna zakończyła na trzecim miejscu w kraju. W 1974 roku zespół spadł z Primera División, a rok później – z Segunda División. W 1984 roku klub wrócił do Primera División. W lidze klub występował do 1986 roku oraz w 1989 roku. W 1999 roku klub połączył się z CE Vulcà Barcelona, tworząc CE Barcelona–Vulcà. W 2010 roku, po włączeniu doń CE Barceloneta, klub wrócił do nazwy CE Barcelona. W roku 2012 klub połączył się z UGA Barcelona, w efekcie czego powstał CE Barcelona-UGA.